# Liste der Monuments historiques in Saint-Avit-de-Soulège
Die Liste der Monuments historiques in Saint-Avit-de-Soulège führt die Monuments historiques in der französischen Gemeinde Saint-Avit-de-Soulège auf.

## Liste der Objekte
| Bezeichnung | Beschreibung          | Standort                     | Kennzeichnung | Schutzstatus | Datum | Bild |
| ----------- | --------------------- | ---------------------------- | ------------- | ------------ | ----- | ---- |
| Glocke      | Bronze, 1688 gegossen | in der Kirche St-Avit (Lage) | PM33000667    | Classé       | 1942  |      |
| Glocke      | Bronze, 1772 gegossen | in der Kirche St-Avit (Lage) | PM33001949    | Inscrit      | 2002  |      |